# Muchlin
Muchlin – część wsi Obrzębin w Polsce położona w województwie wielkopolskim, w powiecie tureckim, w gminie Turek. Dawniej samodzielna wieś. Zachodnia część Muchlina znajduje się od 1954 roku w granicach Turku.
Leży bezpośrednio przy zachodniej granicy Turku, przy drodze krajowej nr 72, na wysokości ulicy Krótkiej (na południe od Obrzębina właściwego).
W Muchlinie znajduje się Parafia Matki Bożej Fatimskiej.

## Historia
Muchlin (dawniej Muchnyno) to dawna miejscowość (kolonia, osada karczemna, folwark i młyn) należąca do gminy Piętno w  powiecie tureckim, od 1919 w województwie łódzkim. 1 września 1933 otrzymał status gromady (sołectwa) w gminie Piętno. 1 października 1937 wszedł w skład nowej gminy Dziadowice. Od 1 kwietnia 1938 w  województwie poznańskim.
Po wojnie zachował przynależność administracyjną. W związku z reformą administracyjną kraju jesienią 1954 wszedł w skład nowo utworzonej gromady Słodków w powiecie tureckim w województwie poznańskim, oprócz parceli Muchlin A i kolonii Muchlin B, które włączono do Turku.
Gromadę Słodków zniesiono 31 grudnia 1971, a Muchlin włączono do nowo utworzonej gromady Turek w tymże powiecie, gdzie przetrwał do końca 1972 roku, czyli do kolejnej reformy gminnej. 1 stycznia 1973 w powiecie tureckim utworzono gminę Turek, w skład której wszedł Muchlin.
W latach 1975–1998 miejscowość administracyjnie należała do województwa konińskiego.